# Call of Terror
Call of Terror est un festival de national socialist black metal (NSBM) se déroulant entre janvier et février dans la région Auvergne-Rhône-Alpes depuis 2017. Il est lié aux organisations néonazies Blood and Honour et Hammerskins.

## Historique
La première édition du Call of Terror se produit le 28 janvier 2017 à Saint-Genix-sur-Guiers (Savoie), avec à l'affiche les groupes de black metal néonazi : Peste noire, Goatmoon, Dark Fury et Baise Ma Hache. D'après Rue 89 Lyon, « plus de 400 personnes y ont assisté. Le maire de la commune reconnaissait dans les colonnes du Dauphiné s’être fait « grugé » puisque la soirée a été réservée « pour une réunion de motards » ». D'après le témoignage d'un spectateur, des saluts nazis auraient été effectués dans le public,. D'après Donatien Huet, journaliste à Mediapart, la sécurité du festival est assurée par des membres français et suisses des Hammerskins.
La deuxième édition a lieu le 3 février 2018, organisé par la section française de Blood and Honour à Brégnier-Cordon (Ain). Les groupes présents sont cette fois-ci : Naer Mataron, Nokturnal Mortum, Kroda, Temnozor et Nocturnal Depression,,. Il s'agit encore une fois de groupes de black metal néonazi. 
La troisième édition du festival se tient le 9 février 2019 à Trèves (Rhône). On y retrouve : Absurd, Goatmoon (2e passage), Baise Ma Hache (2e passage), Stahlfront et Vermine. Encore une fois, que des groupes de black metal, dont plusieurs musiciens entretiennent des liens avec Serge Ayoub ou avec le Bastion social ,,,.
La quatrième édition du festival se déroule le 8 février 2020 à Châtillon-la-Palud (Ain). Il est à nouveau organisé par Blood and Honour Hexagone, qui a pourtant été dissoute en juillet 2019, et reçoit les groupes : Der Stürmer, Nordglanz, Sacrificia Mortuorum, Frangar et Leibstandarte. La capacité de la salle en question est de 299 personnes mais rien n'indique que le concert était complet,,.
Après quatre ans d'interruption, la cinquième édition du festival, organisée par la branche française des Hammerskins, est annoncée pour le 24 février 2024 en Auvergne-Rhône-Alpes. Y sont annoncés les groupes de black metal : Graveland, Kataxu, SPQR et Leibstandarte,,.
La préfecture du Rhône, trois jours avant, le mercredi 21 février, annonce par un arrêté l'interdiction de cette cinquième édition, Fabienne Buccio précisant que « ce concert constitue, par son objet même, un trouble majeur à l'ordre public immatériel en raison de l'atteinte portée à la dignité humaine par l'idéologie qu'il promeut et du trouble des consciences que provoquent les idées ainsi défendues ». En cas de non respect de cet arrêté, les organisateurs encourent jusqu'à six mois d'emprisonnement et 7 500 euros d'amende. Toujours selon Mediapart, « quatre autres préfectures voisines de l’ancienne région Rhône-Alpes s'apprêtent à en faire de même »,.
En dépit de cette interdiction, le festival se tient à la date prévue dans une salle communale de Vézeronce-Curtin (Isère). Des contrôles de gendarmerie sont mis en place et recensent une centaine de participants,,. Une vingtaine de membres du mouvement néofasciste italien CasaPound sont présents et des participants affichent ouvertement des symboles nazis et scandent des slogans en référence au Troisième Reich. Le festival est dispersé vers 4 heures du matin,,.
Une enquête est ouverte pour « apologie de crime contre l'humanité » et « provocation à la haine ». Le Conseil représentatif des institutions juives de France se porte partie civile. Les plaintes sont classées sans suite en juillet 2024.

## Analyse
D'après le musicologue Thorsten Hindrichs (université de Mayence), le Call of Terror est « d'une énorme importance pour la scène NSBM internationale », puisqu'elle a « déjà établi une certaine tradition » et parce que sa programmation comprend « des groupes nazis de haut niveau ».
Selon Mediapart, c'est une « internationale de la musique nazie [qui] se réunit lors de ces festivals ».

## Modalités d'organisation
Le festival est toujours promu de manière discrète sur les réseaux sociaux et se tient dans un lieu tenu secret (bien que public, et non chez un particulier) jusqu'au dernier moment, dans la région Auvergne-Rhône-Alpes. Il est organisé par la section française de Blood and Honour de 2017 à 2020, puis par la section française des Hammerskins. Les organisateurs piègent les mairies à travers de faux prétextes pour réserver des salles municipales,,,.  
D'après le politologue Adrien Nonjon, le programmateur du festival aurait entretenu des contacts avec le régiment Azov, afin de mettre à l'affiche du festival des groupes ukrainiens.